# Chelidoperca investigatoris
Chelidoperca investigatoris là một loài cá biển thuộc chi Chelidoperca trong họ Cá mú. Loài này được mô tả lần đầu tiên vào năm 1890.

## Phân bố và môi trường sống
C. investigatoris có phạm vi phân bố nhỏ hẹp ở Ấn Độ Dương. Loài này trước đây được mô tả dựa trên hai mẫu vật thu thập ngoài khơi bờ biển phía đông nam Ấn Độ. Mẫu vật bổ sung được thu thập tại Kollam, phía tây nam của Ấn Độ. C. investigatoris sống ở độ sâu khoảng từ 180 đến 186 m. Không có thông tin về môi trường sống của loài này tính tới thời điểm hiện tại.

## Mô tả
Mẫu vật bổ sung của C. investigatoris có chiều dài cơ thể đo được là 12,5 cm. Cơ thể thuôn dài. Đầu và thân có màu đỏ hồng. Hai dải màu vàng từ môi trên băng qua mắt dọc theo thân và kết thúc ở vây đuôi. Má, mang, vây lưng và vây hậu môn có các vệt vàng. Viền mỏng màu đỏ trên vây hậu môn. Thùy đuôi trên dài hơn thùy dưới.
Số gai ở vây lưng: 10 (gai thứ 4 dài nhất); Số tia vây mềm ở vây lưng: 10; Số gai ở vây hậu môn: 3; Số tia vây mềm ở vây hậu môn: 6; Số gai ở vây bụng: 1; Số tia vây mềm ở vây bụng: 5; Số tia vây mềm ở vây ngực: 15; Số vảy đường bên: 42; Số lược mang: 7 – 12; Số đốt sống: 23.
Thức ăn của C. investigatoris có lẽ là các loài động vật giáp xác và sinh vật phù du.